# Muskatblüt
Muskatblut (ou Muskatplüt; né vers 1390; mort après 1458) est un poète allemand et le premier « Meistersinger ».
D'après la tradition, Muskatblüt était avec Michel Beheim le dernier des poètes professionnels de la « Sangspruchdichtung » de son temps. Il a vécu pendant la première moitié du XVe siècle et était probablement originaire de Franconie.
Des séjours à Nördlingen, Nuremberg et Ratisbonne font supposer que Muskatblüt a vécu principalement en Allemagne du Sud. Il a cependant travaillé pendant plusieurs années pour la cour de Mayence. En 1424, à Nördlingen on le qualifie comme "l'orateur de Mayence" et en 1441 à Nuremberg comme "l'homme de Mayence" .
Sa plus ancienne chanson (No 70) peut être datée exactement de 1415, puisqu'il fait allusion au Concile de Constance. Entre 1420 et 1431, il a participé aux guerres hussites. En 1438, il écrit un poème pour le couronnement du roi Albert II.
Il a écrit des poèmes dans la tradition du Minnesang et des chansons allégoriques. Par un recueil en manuscrit de ses chansons (une copie se trouve aujourd'hui à l'archive historique de Cologne), Muskatblüt a assuré la pérennité de son travail.